# Général de l'Armée du salut
Général est le titre porté par le responsable mondial de l'Armée du salut, un mouvement évangélique qui s'inspire de la hiérarchie militaire pour structurer son action religieuse et sociale. À Londres, depuis le quartier général international, le général coordonne l'action de l'œuvre et fixe les grandes orientations. 

## Origine
L'origine du terme est liée à la fondation de l'Armée du salut. En 1865, William Booth est l'administrateur "surintendant général" de la Mission chrétienne de l'Est de Londres. En 1878, l'Armée du salut se substitue à la Mission, et s'organise sur la base d'un système hiérarchique inspiré de l'armée, avec différents grades. La personne placée à la tête du mouvement porte le grade de général. Ce poste sera d'abord occupé par le fondateur, William Booth. Il le conservera jusqu'à sa mort, en 1912. Il nomme son fils, Bramwell Booth, pour lui succéder au jour de son décès. En 1928-29, Bramwell Booth, malade, se voit destitué contre son gré de cette charge par un Haut-conseil. Le commissaire Edward Higgins est élu 3e général.

## Nomination et fonction
Depuis la crise de succession de 1929, le généralat est une charge élective. Réunis sous forme de Haut-conseil, le chef d'état-major, les commissaires et les chefs de territoire en activité élisent le général pour un mandat allant jusqu'à la limite d'âge fixée à 70 ans. Le Haut-conseil se réunit lorsque le général en activité arrive à la retraite, démissionne ou meurt. Cependant, il est devenu courant que les mandats durent cinq ans. La fonction est mixte : Evangeline Booth, fille de William, est élue 4e générale de l'Armée en 1934, et c'est la première femme à occuper la fonction. Elle sera suivie par deux autres femmes, Eva Burrows en 1986, puis Linda Bond (en) en 2011. L'officier élu général est le chef de l'Armée du salut pour le monde entier. Les nominations et les règlements sont élaborés sous son autorité.

## Liste des généraux de l'Armée du salut
1. (1878–1912) William Booth
2. (1912–1929) Bramwell Booth
3. (1929–1934) Edward Higgins
4. (1934–1939) Evangeline Booth
5. (1939–1946) George Carpenter
6. (1946–1954) Albert Orsborn
7. (1954–1963) Wilfred Kitching
8. (1963–1969) Frederick Coutts (en)
9. (1969–1974) Erik Wickberg (en)
10. (1974–1977) Clarence Wiseman (en)
11. (1977–1981) Arnold Brown (en)
12. (1981–1986) Jarl Wahlström (en)
13. (1986–1993) Eva Burrows
14. (1993–1994) Bramwell Tillsley (en)
15. (1994–1999) Paul Rader (en)
16. (1999–2002) John Gowans (en)
17. (2002–2006) John Larsson (en)
18. (2006–2011) Shaw Clifton (en)
19. (2011-2013) Linda Bond (en)
20. (2013-2018) André Cox (en)
21. (2018-2023) Brian Peddle (en)
22. (2023-...) Lyndon Buckingham [2]